# Mira Delavec
Mira Delavec, slovenska literarna zgodovinarka in zgodovinarka, * 29. oktober 1978, Kranj.

## Življenje in delo
Pod mentorstvom Igorja Grdine je spomladi 2009 doktorirala z delom Vloga Josipine Turnograjske pri oblikovanju slovenske literature v 19. stoletju. 
Pod mentorstvom Milana Jazbeca je leta 2013 drugič doktorirala z delom "Refleksija diplomacije kot dejavnosti skozi mednarodno običajno pravo na primeru literarne fikcije".